# Janez Potočnik
Janez Potočnik (IPA: [ˈjaːnɛs pɔˈtɔtʃnik]) (Kropa, 22 marzo 1958) è un politico sloveno.
È stato commissario europeo per l'ambiente della Commissione Barroso II dal 9 febbraio 2010 al 31 ottobre 2014. In passato è stato ministro degli affari europei nell'esecutivo sloveno.

## Biografia
Ha iniziato la propria carriera ricoprendo la carica di vicedirettore (dal 1984 al 1987) e successivamente di direttore (dal 1993 al 2001) dell'Istituto di analisi macroeconomica e sviluppo di Lubiana; fra il 1988 ed il 1993 è stato ricercatore esperto presso l'Istituto di ricerca economica di Lubiana. Nel 1993 ha conseguito il dottorato in Economia presso l'Università di Lubiana.
È stato ministro nell'esecutivo sloveno fra il 2001 ed il 2002; ha ricoperto la carica di ministro agli Affari Europei dal 2002 al 2004. In questo periodo ha guidato con successo i negoziati conclusivi per l'accesso della Slovenia all'Unione europea. A partire dal 2004 ha ricoperto la carica di commissario europeo, dapprima affiancando il commissario all'Allargamento Günter Verheugen all'interno della Commissione Prodi, poi ricevendo le deleghe alla Scienza e alla Ricerca, ed all'Ambiente nelle Commissioni guidate da José Manuel Barroso.